# (9410) 1995 BJ1
1995 بي جاي 1 (ويعرف أيضًا باسم (9410) 1995 بي جاي 1 وفق تسمية الكوكب الصغير) (بالإنجليزية: 1995 BJ1)‏ هو كويكب ضمن حزام الكويكبات؛ وترتيبه 9410 من حيث الاكتشاف.
اكتُشف هذا الجُرم الفلكي بواسطة تاكيشي أوراتا ‏ في 26 يناير 1995.

## وصلات خارجية
- (9410) 1995 BJ1 في قاعدة بيانات مختبر الدفع النفاث لأجرام النظام الشمسي الصغيرة

- الاكتشاف · مخطط المدار ·  العناصر المدارية · المعلمات المادية

- (9410) 1995 BJ1 على موقع ويكي سكاي: DSS2, SDSS, GALEX, IRAS, Hydrogen α, X-Ray, Astrophoto, Sky Map, Articles and images